# خانواده ژیمناست‌ها
 خانواده ژیمناست‌ها  عنوان فیلمی است با ژانر مستند، صامت، سیاه و
سفید و کوتاه به کارگردانی مکس اسکالادانووسکی. این فیلم محصول سال ۱۸۹۵ میلادی است. این فیلم خانواده‌ای را در حال حرکات آکروباتیک نشان می‌دهد.